# Lèmur de panxa vermella
El lèmur de panxa vermella (Eulemur rubriventer) és un prosimi de mida mitjana dotat d'un pelatge exuberant de color castany. Aquest lèmur és endèmic de les selves pluvials de l'est de Madagascar i es caracteritza per unes clapes de pell blanca situades a sota dels ulls, que semblen llàgrimes i són més conspícues en els mascles.